# Júkov
|  | Aquest article tracta sobre la població. Vegeu-ne altres significats a «Gueorgui Júkov». |

Júkov (rus: Жу́ков) és una ciutat de l'óblast de Kaluga, a Rússia. Es troba a la vora de l'Ugodka, un afluent del Protvà. És a 12 km al sud-est d'Óbninsk i a 62 km al nord-oest de Kaluga.

## Història
Júkov fou fundat al segle xvii amb el nom d'Ugodski Zavod el 1656 a partir de la construcció d'una fàbrica siderúrgica. El 1974 agafà el nom de Júkovo en honor de Gueorgui Júkov i rebé l'estatus de ciutat i el nom actual de Júkov el 1997.